# Росянка
Рося́нка (лат. Drósera) — род плотоядных растений семейства Росянковые (Droseraceae), встречающихся на болотах, песчаниках, в горах, в лесах — почти на любых видах почв.

## Внешний вид
Росянки — многолетние травы, иногда с клубневидно утолщённым стеблем, с округлыми, или продолговатыми, черешковыми или сидячими листьями, у большинства видов собранными в густую прикорневую розетку. Край и верхняя поверхность листа усажены крупными железистыми волосками, раздражимыми при соприкосновении и выделяющими слизь, которая формируется в капельки сферической формы, служащие для улавливания насекомых.

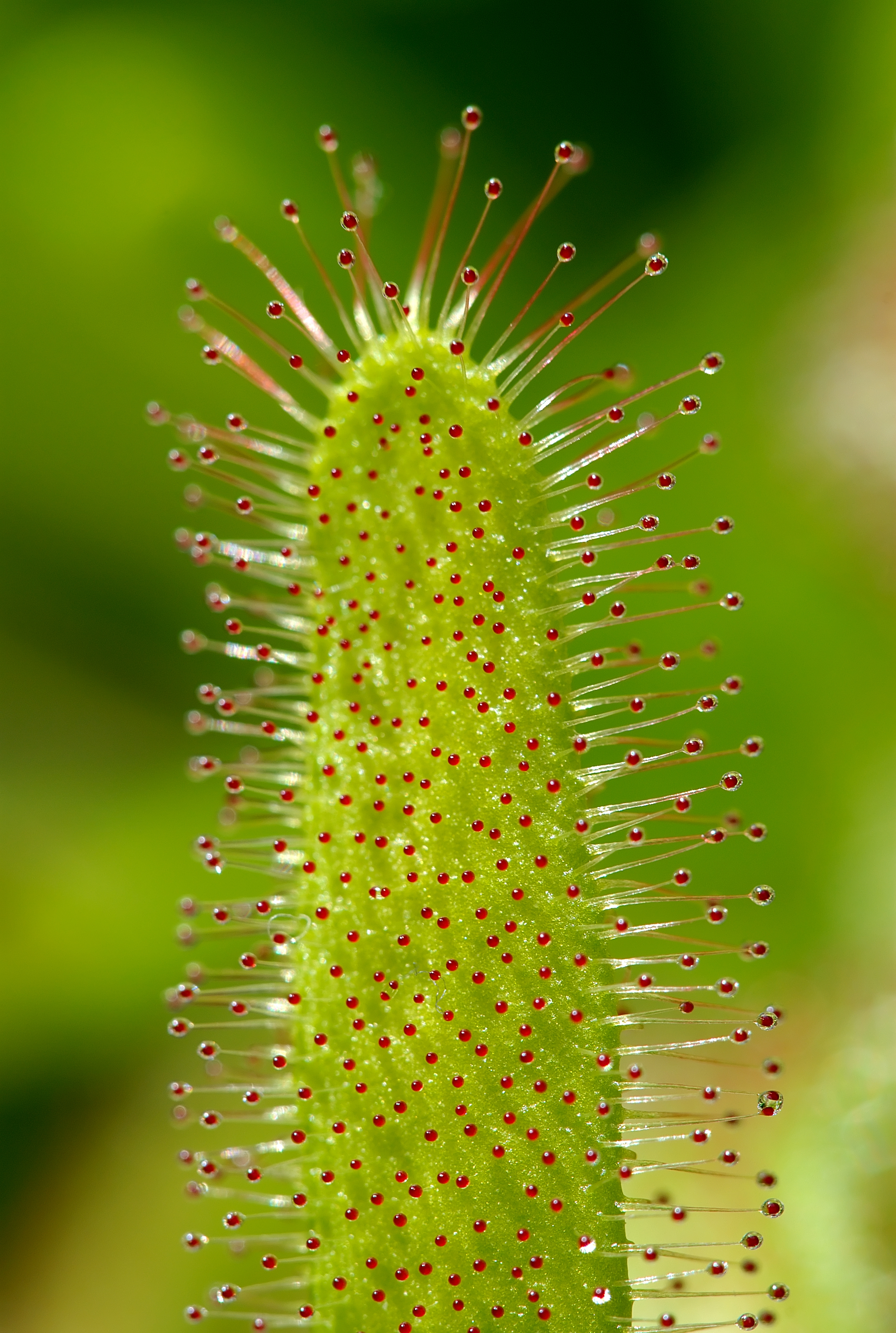
Росянка капская (Drosera capensis)

Размеры листьев колеблются от 5 мм у растущей в Австралии росянки карликовой (Drosera pygmaea) до 60 см у росянки королевской (Drosera regia) и Drosera binata.
Мелкие или крупные, яркие (белые или розовые) цветки собраны в колосовидное соцветие. Цветок имеет двойной околоцветник: пятираздельную (редко четырёх- или восьмираздельную) чашечку, венчик из пяти (реже из четырёх — восьми) лепестков. Число тычинок равно числу лепестков; пыльца в тетрадах. Пестик с верхней яйцевидной или шарообразной, одногнёздной, многосемянной завязью, с простым и расщеплённым столбиком.
Плод — коробочка с многочисленными мелкими семенами; семя белковое.

## Питание

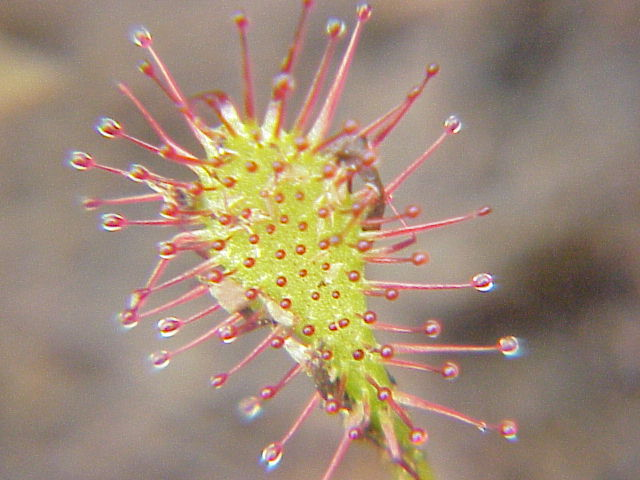
Клейкие капельки на кончиках волосков Росянка промежуточная|росянки промежуточной (Drosera intermedia)

Все росянки — насекомоядные растения. Клейкое вещество, вырабатываемое листьями, содержит алкалоид кониин, оказывающий паралитическое действие на насекомых, и пищеварительные ферменты. После того как насекомое поймано, края листа закрываются, охватывая его целиком. Когда насекомое переварено (обычно это занимает несколько дней), лист вновь раскрывается. Скорость свёртывания листа у некоторых видов росянок довольно значительная, особенно — у Drosera burmannii.
Такой способ питания растения позволяет в условиях обеднённых почв усваивать из насекомого при его переваривании такие полезные для растения вещества, как соли натрия, калия, магния, фосфор и азот.
Механизм свёртывания листа избирателен и реагирует только на белковую пищу, тогда как случайные воздействия в виде капли воды или упавшего листа не вызывают пищеварительного процесса.

## Размножение
- Цветок Drosera kenneallyi
- Цветок Drosera hartmeyerorum
- Цветок Drosera closterostigma

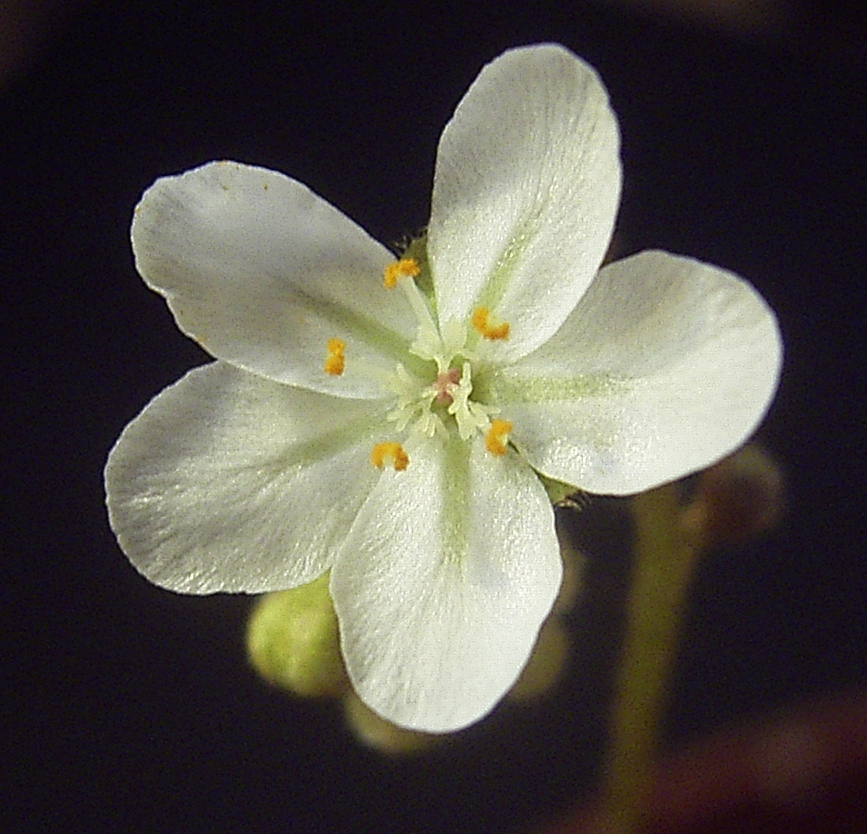
Цветок
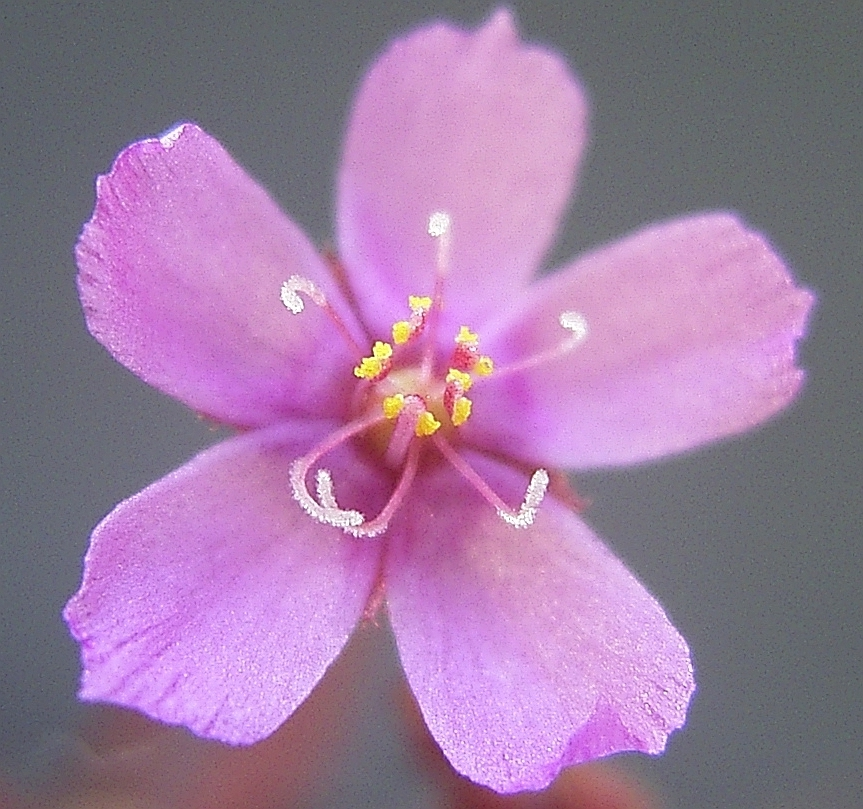
Цветок
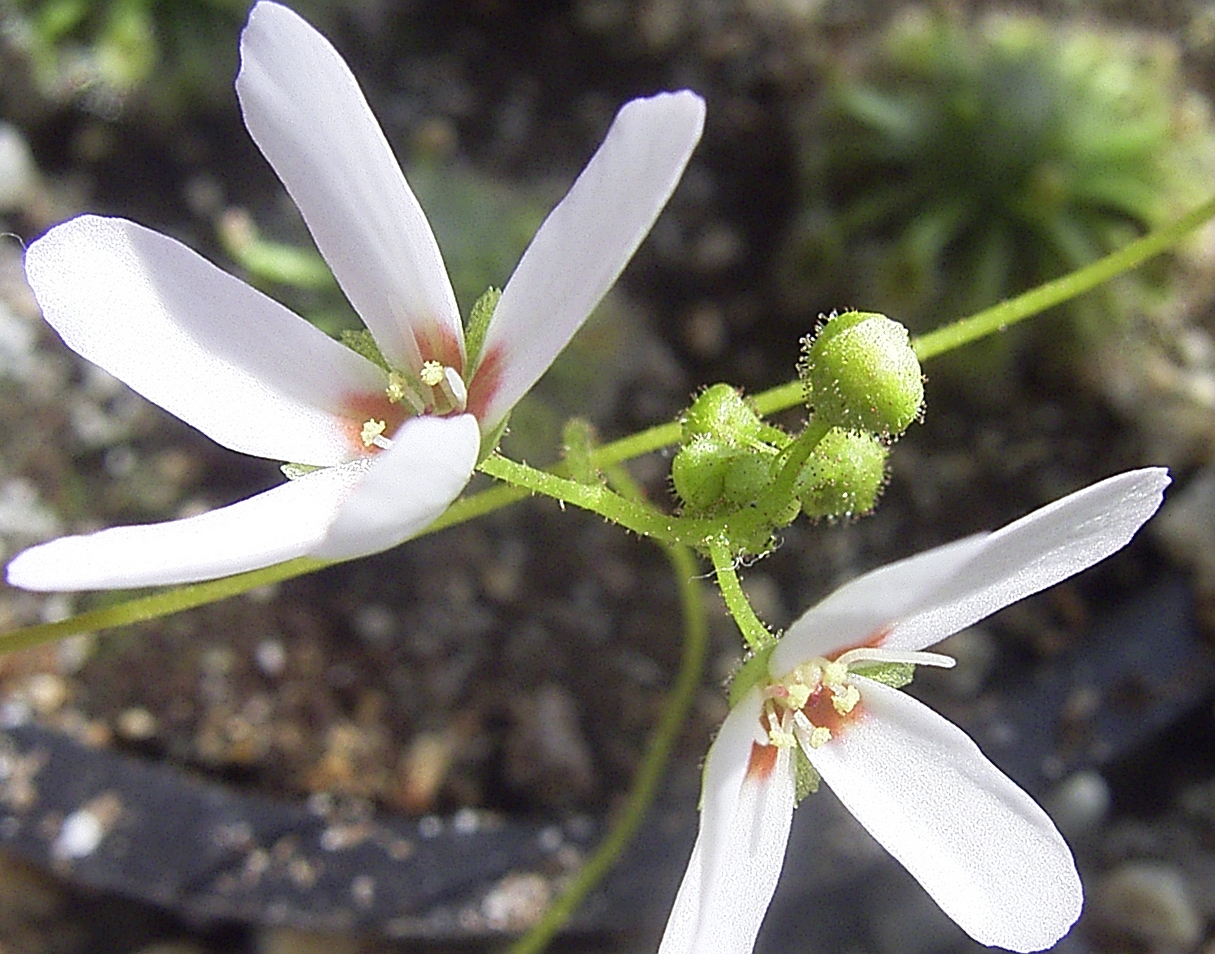
Цветок

Росянка размножается семенами, листовыми черенками, делением куста, а некоторые карликовые виды — пигмеи -размножаются геммами (почкованием). Цветение происходит в весенне-летние месяцы, в зависимости от вида. Обычно цветки росянок располагаются на длинном стебле, чтобы насекомые, опыляющие растение, не попались в ловушки листьев.
Чтобы размножить росянку черенками, надо выбрать листовую пластину, которая ещё не начала отсыхать. Потом поместить её в стакан с водой и накрыть полиэтиленом. Ждать до образования корней.
Иногда от основного куста росянки отходит дочерняя розетка. Её можно отделить от материнского растения, и получится отдельное растение.
Чтобы вырастить росянки из гемм, их надо посадить в обычном грунте для хищных растений. При высаживании геммы необходимо выкладывать на поверхность субстрата и накрыть прозрачной пленкой для создания тепличных условий. Росянки из гемм прорастают очень быстро, буквально спустя несколько дней после посадки.

## Распространение и среда обитания
Росянки встречаются на всех континентах, за исключением Антарктиды.
В России и сопредельных странах встречаются четыре вида росянок:
- Drosera rotundifolia L. — Росянка круглолистная, или Царёвы очи, или Солнечная роса, или Росичка[4];
- Drosera anglica Huds. — Росянка английская, или Росянка длиннолистная;
- Drosera intermedia Hayne. — Росянка промежуточная;
- Drosera ×obovata Mert. & W.D.J.Koch — Росянка обратнояйцевидная.

У первого вида листья округлые, у второго линейно-клиновидные, а цветоносный стебель, как и у первого вида, прямой; у третьего вида листья клиновидно-яйцевидные, цветоносные стебли у основания несколько согнутые, не выше листьев; коробочка бороздчатая; у первых двух видов она гладкая. Наиболее часто встречаются по торфяным болотам первые два вида. Росянка обратнояйцевидная является, видимо, гибридом росянок круглолистной и английской.

## Хозяйственное значение и применение
Наибольшее медицинское значение имеет росянка круглолистная (лат. Drosera rotundifolia), которая обычно растёт в сырых песчаных местах и на торфяных болотах.
Трава росянки (лат. Herba Droserae), собранная в период цветения, применялась для изготовления настоек и жидких экстрактов, с помощью которых лечили кашель и коклюш и использовали как отхаркивающее средство при катарах бронхов, астме и атеросклероз. Она содержит протеолитический фермент, яблочную кислоту, дрозерон и соединения оксинафтахинов. Широко известен лекарственный препарат дрозерин, получаемый на основе экстракта из росянки, извлекаемого при низких температурах.
В народной медицине росянка находила некоторое применение: снаружи сок её желёз употреблялся для истребления бородавок, внутрь росянка употреблялась как потогонное и мочегонное средство, при лихорадках, от болезни глаз.
В Италии росянка идёт на приготовление ликёра «Rosolio», a раньше входила в состав так называемой «aqua auri».
Многие виды росянок выращиваются как декоративные комнатные растения.

## Таксономия
Drosera L. Species Plantarum 1: 281. 1753.

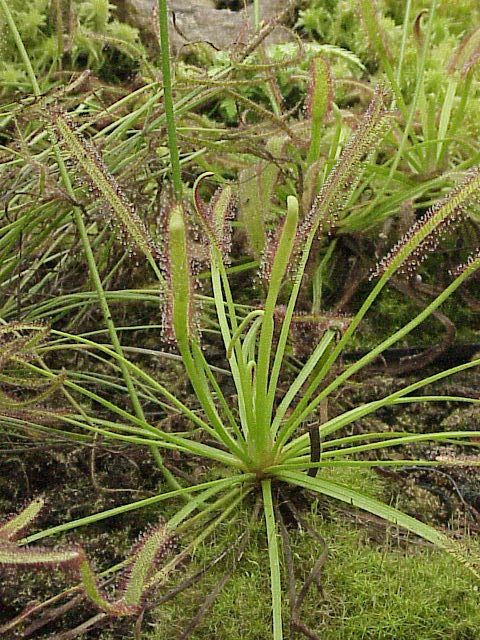
Росянка капская (Drosera capensis)

Род Росянка включается в  семейство Росянковые (Droseraceae) порядка Гвоздичноцветные (Caryophyllales). Кладограмма в соответствии с Системой APG IV  по состоянию на декабрь 2023 года:
|  |                          |  |                                   |                                   |            |  | еще 40 семейств |            |            |                                                              |
|  |                          |  |                                   |                                   |            |  |                 |            |            | 187 подтвержденных видов и 18 видов, ожидающих подтверждения |
|  |                          |  |                                   | порядок Гвоздичноцветные          |            |  |                 |            | Росянка    |                                                              |
|  |                          |  |                                   | порядок Гвоздичноцветные          |            |  |                 |            | Росянка    |                                                              |
|  | клада Цветковые растения |  |                                   |                                   | Росянковые |  |                 |            |            |                                                              |
|  | клада Цветковые растения |  |                                   |                                   |            |  |                 |            |            |                                                              |
|  |                          |  | ещё 63 порядка цветковых растений | ещё 63 порядка цветковых растений |            |  |                 | еще 2 рода | еще 2 рода |                                                              |
|  |                          |  |                                   | ещё 63 порядка цветковых растений |            |  |                 |            | еще 2 рода |                                                              |

### Виды
Некоторые из них:
- Drosera anglica Huds. — Росянка английская, или Росянка длиннолистная
- Drosera binata Labill. — Росянка двусложная
- Drosera capensis L. — Росянка капская
- Drosera intermedia Hayne — Росянка промежуточная
- Drosera roraimae (Klotzsch ex Diels) Maguire & J.R.Laundon — Росянка рораймская
- Drosera rotundifolia L. — Росянка круглолистная
- Drosera × obovata Mert. & W.D.J.Koch — Росянка обратнояйцевидная